# Bestemming X (Vlaanderen)
Bestemming X is een Vlaams televisieprogramma dat op 20 februari 2023 voor het eerst werd uitgezonden op VTM. Het spel wordt gepresenteerd door Aster Nzeyimana, in seizoen 1 door Kevin Janssens. Tijdens een avontuurlijke roadtrip doorheen Europa moeten de tien deelnemers tips verzamelen over hun locatie maar ook werkelijkheid van misleiding onderscheiden. Elke aflevering gokken de deelnemers waar ze zich specifiek bevinden. De deelnemer die het verst verwijderd is van de geheime locatie wordt geëlimineerd.
Kijkers kunnen elke week zelf mee op zoek gaan naar de locatie van elke aflevering én naar de ultieme 'Bestemming X' via de site van VTM. De weekwinnaar maakt telkens kans op 500 euro aan vliegtickets. Wie week na week het dichtst bij de locatie van de afleveringen zit, wint 10.000 euro. De ultieme winnaar van het effectieve spelprogramma gaat naar huis met 50.000 euro. Winnaar van de eerste editie werd Gino Passchier.
Inclusief uitgesteld kijken behaalde het eerste seizoen van het programma uiteindelijk een gemiddelde van 731.000 kijkers en een gemiddeld marktaandeel van 36%. Het Vlaams origineel format van Geronimo werd verkocht aan het Amerikaanse NBCUniversal, en de Britse openbare omroep BBC die het programma als Destination X uitzenden op NBC en BBC One, en ook in Nederland, Frankrijk en Duitsland werden versies gerealiseerd. In Frankrijk startte een eerste seizoen eind december 2023 op de zender M6 met als titel Destination X : sauront-ils se repérer ?. In Nederland werd een eerste seizoen in 2024 uitgezonden op RTL 4 in een presentatie van Nasrdin Dchar.  Op de MIPCOM in Cannes won het programmaformaat in 2023 de prijzen van 'beste wedstrijd-realityformat' en 'beste multi-platformformat'. Op 27 november 2023 won Bestemming X een Gouden Roos in Londen in de categorie wedstrijd-realityprogramma.
Op 25 december 2024 werd een kerstspecial, Bestemming X-mas uitgezonden waar 8 bekende Vlamingen in de bus stapten voor een tweedaagse trip en hun eindplek dienden te achterhalen. Het 2de seizoen startte 5 januari 2025. Aster wordt elke aflevering bijgestaan door een handlanger.

## Seizoen 1
| Plaats | Deelnemer          | Woonplaats  | Afl. 1 | Afl. 2 | Afl. 3 | Afl. 4 | Afl. 5 | Afl. 6 | Afl. 7 | Afl. 8 | Afl. 9    | Afl. 10 |
| ------ | ------------------ | ----------- | ------ | ------ | ------ | ------ | ------ | ------ | ------ | ------ | --------- | ------- |
| 1      | Gino Passchier     | Diest       |        |        |        |        |        |        |        |        | Winnaar   | Reunië  |
| 2      | Dorien Draps       | Leuven      |        |        |        |        |        |        |        |        | 2e plaats | Reunië  |
| 3      | Jef Brabants       | Lier        |        |        |        |        |        |        |        |        |           | Reunië  |
| 4      | Steffie Devisscher | Middelkerke |        |        |        |        |        |        |        |        |           | Reunië  |
| 5      | Emiel Tanghe       | Loppem      |        |        |        |        |        |        |        |        |           | Reunië  |
| 6      | Zeno Madder        | Antwerpen   |        |        |        |        |        |        |        |        |           | Reunië  |
| 7      | Briek Dewulf       | Middelkerke |        |        |        |        |        |        |        |        |           | Reunië  |
| 8      | Natifa Ait Lahcen  | Genk        |        |        |        |        |        |        |        |        |           | Reunië  |
| 8      | Sydney Vercammen   | Bonheiden   |        |        |        |        |        |        |        |        |           | Reunië  |
| 10     | Glenn Vermeire     | Merelbeke   |        |        |        |        |        |        |        |        |           | Reunië  |
| 11     | Bo De Smet         | Kalken      |        |        |        |        |        |        |        |        |           | Reunië  |

 Deelnemer kreeg tips te zien over de locatie door het dagspel te winnen.
 Deelnemer zat het op één na verste van de locatie.
 Deelnemer zat het verst van de locatie en werd uitgeschakeld.
 Deelnemer kwam nieuw in het spel.

### Afleveringen
| Afl. | Uitzenddatum     | Kijkcijfers (Live) | Sleutelmomenten |
| ---- | ---------------- | ------------------ | --- |
| 1    | 20 februari 2023 | 436.139            | Schijninscheping camper in de haven van Oostende, flyover van vliegtuig over de White Cliffs of Dover, samenkomst deelnemers in Aéro-Delahaye in Verchocq en start busreis, overnachting en puzzelspel aan het Château de Chambly, halte en eliminatiespel aan de oevers van de Seine in Parijs. |
| 2    | 27 februari 2023 | 448.275            | Enkele deelnemers krijgen beelden van de omgeving te zien tijdens de rit in de geblindeerde bus terwijl deze door de Champagnestreek rijdt, de overnachting voor enkelen gaat door in een Four Elements-bungalow in het Oostenrijkse Palfau aan de oevers van de Mariazeller Salza, de andere deelnemers zaten in een kleine berghut. De volgende ochtend wordt ganzenbord gespeeld op het wateroppervlak van de Leopoldsteiner See. Die avond wordt het eliminatiespel gespeeld op het terrein van de Red Bull Ring in Spielberg. |
| 3    | 6 maart 2023     | 401.936            | De kandidaten zijn met de geblindeerde bus en een kabelbaan naar het herdersdorpje Velika Planina gebracht in de Kamnische Alpen boven Kamnik. Daar moeten ze als ontbijt een lokale specialiteit zelf bereiden, een koek met crème pâtissière. De winnaars mogen tijdens de dalvaart met de kabelbaan een tijdje kijken naar de omgeving. De groep wordt weer opgedeeld, vier kandidaten spelen een spel op de autotrein tijdens de verplaatsing van Bohinjska Bistrica naar Most na Soči, de andere vier doen gelijktijdig een rafttocht stroomafwaarts op de Soča. Eenmaal terug samen krijgen de kandidaten de kans een bijkomende kandidaat op te nemen in de wedstrijd aan een bushalte in Bovec, wanneer ze weigeren volgt een wedstrijd met dezelfde inzet op de luchthaven van Bovec. Het eliminatiespel wordt terug meer oostwaarts gespeeld aan de oevers van het meer van Bled. |
| 4    | 13 maart 2023    | 413.206            | De aflevering start met een spel in The Three Rockets, appartementstorens in de Kroatische hoofdstad Zagreb. Een valse grenscontrole wordt uitgevoerd door personen die zich voordoen als politiebeambten van de Italiaanse Carabinieri. Overnachten doen de kandidaten in de bus aan de kustlijn van de Adriatische Zee in Umag. Vervolgens kunnen ze nieuws van het thuisfront krijgen en/of betere kansen hun locatie te kennen tijdens een spel in het wijndomein Kabola Winery te Buje. Het eliminatiespel wordt gespeeld in Pula vlak aan het Amfitheater van Pula. |
| 5    | 20 maart 2023    | 391.948            | Van Pula worden de kandidaten met hun geblindeerde bus naar Noord-Italië gebracht. Daar moeten ze verdeeld in twee groepen opdrachten uitvoeren in het dorpje Arquà Petrarca. Dat een van de spelletjes gespeeld wordt op de Piazza San Marco is naast enkele andere tips een hulp om bij het eliminatiespel de correcte eindbestemming van deze etappe te kunnen aanduiden, Venetië. Ze krijgen de bevestiging dat hun keuze correct was wanneer de blindering van de ramen terug wordt uitgeschakeld wanneer hun bus zich op een terwijl deze op een vrij varend pont over de Bacino San Marco vaart en hun zicht geeft op de kaaien van het San Marcoplein. De kandidaten krijgen de rest van de namiddag vrij en eten ook Italiaans op een terrasje aan een van de Venetiaanse kanalen. Een kwis over de verschillende soorten pasta die elk van hen aten, brengt ze terug in spelmodus. Het resultaat van die kwis levert een ploegindeling op waarmee de kandidaten vanop een gondel door de kanalen vragen en op kaaien en bruggen personen zien staan met maskers van het Carnaval van Venetië. Doel is in een rij van gemaskerde personen nadien Kevin Janssens te herkennen. Met dat spel wordt uiteindelijk bepaald welke van de kandidaten afvalt. |
| 6    | 27 maart 2023    | 375.734            | Dat alle kandidaten terug zeker zijn van hun exacte locatie, is snel terug niets meer waard. Een extreem lange busrit brengt hun terug in het ongewisse over hun nieuwe locatie. In een expositieruimte in de Gasometer van Oberhausen moeten ze hun beste karaokeskills bovenhalen, een van de kandidaten mag een blik op de omgeving werpen bovenop de gashouder. Vervolgens worden ze terug vervoerd en leren ze survival skills in een bos waar tevens beren rondlopen. Ze kamperen er in het bos, het Berenbos van Schloss Ehreshoven bij Engelskirchen. Vele tips doen meerdere kandidaten vermoeden dat ze in Polen zijn. Het eindspel moeten de kandidaten spelen in de industriële site van het Zeche Zollverein in Essen, midden in het Ruhrgebied. Wie dit wist, komt behouden uit het eliminatiespel. |
| 7    | 3 april 2023     | 332.932            | De aflevering begint op de trein waar de kandidaten een spel spelen in een geblindeerde wagon op de Thalys van Essen Hbf naar Köln Hbf. Daar worden ze met hun bus naar "Camping X" gebracht, in werkelijkheid Campingplatz Rheinblick aan de oevers van de Rijn in Monheim am Rhein. Een spel levert terug tips op over de bestemming, op de eindbestemming aangevuld met afstanden tot enkele andere locaties. Om de eliminatie te overleven, moesten de kandidaten kunnen antwoorden dat ze terug in het Zeche Zollverein in Essen waren. |
| 8    | 10 april 2023    | 404.619            | De kandidaten moeten zich onderdompelen in de cultuur van het abdijleven met zijn stilteregels in de voormalige cisterciënzerinnenabdij Notre-Dame du Vivier in Marche-les-Dames. Het eindspel gaat door in het kasteel van Belœil waar na de eliminatie in Belœil enkel de twee finalisten overblijven voor de finale. |
| 9    | 17 april 2023    | 479.783            | De twee kandidaten mochten meevliegen met stuntvliegers, elk als passagier in een aparte dubbeldekker waarmee ze het Kanaal overvlogen. Het leverde voor een kandidaat al een eerste van de acht cijferreeksen op waarmee ze coördinaten in graden, minuten, seconden en honderdsten van seconden van breedtegraad en lengtegraad van de laatste bestemming X te weten konden komen. De andere cijferreeksen konden gevonden worden in een reeks spelletjes waar de iconische Britse telefooncellen een sleutelrol in speelden. Daarbij mocht elke kandidaat de hulp van een voormalig kandidaat inroepen. Dorien koos Jef, Gino koos voor Zeno. Kevin Janssens kon uiteindelijk gevonden worden in de kustwachterswoningen bij Cuckmere Haven direct ten westen van de Seven Sisters. |
| 10   | 24 april 2023    | 338.817            | Reunië met alle kandidaten die werd gehouden in het Bierkasteel van Kasteel Brouwerij Vanhonsebrouck 1 dag voor de eerste uitzending op tv. |
| 11   | 29 april 2023    | 215.829            | Behind the scenes: beelden van productie, interviews met crew |

## Bestemming X-mas
Deze eenmalige special was te zien op 25 december 2024. 8 bekende Vlamingen reisden in twee dagen naar een bestemming van het eindfeest, zonder te weten waar dit ging doorgaan.  Het spel werd wederom gepresenteerd door Kevin Janssens. Aster Nzeyimana was een undercover kandidaat die de andere kandidaten met opzet misleidde, maar hier en daar ook onopgemerkt tips gaf. Het eindpunt was Middelkerke.
| Plaats | Naam                | Beroep                        |
| ------ | ------------------- | ----------------------------- |
| 1      | Jef Neve            | Componist                     |
| 2      | Ruben Van Gucht     | Presentator                   |
| 2      | Kenza Ameloot       | Miss België                   |
| 2      | Victor Schelstraete | Bokser                        |
| 2      | Marthe De Pillecyn  | Zangeres                      |
| 2      | Marleen Merckx      | Actrice                       |
| 2      | Véronique De Kock   | Presentatrice, ex-miss België |
| X      | Aster Nzeyimana     | Presentator                   |

## Seizoen 2
| Plaats | Deelnemer | Leeftijd | Beroep                      | Woonplaats                     | Exit-punt  |
| ------ | --------- | -------- | --------------------------- | ------------------------------ | ---------- |
| 1      | Bart      | 47       | Freelance consultant        | Hasselt                        | Rome       |
| 2      | Anke      | 24       | Interieurarchitect          | Zelem, Halen                   | Rome       |
| 3      | Karlien   | 35       | Software product manager    | Leuven                         | Rome       |
| 4      | Niels     | 27       | Zorgkundige                 | Sint-Truiden                   | Matterhorn |
| 5      | Quentin   | 31       | Sales adviser Porsche       | Knokke, Knokke-Heist           | Pisa       |
| 6      | Yarno     | 25       | Freelance cameraman         | Grimbergen                     | San Marino |
| 7      | Alyssa    | 30       | Sportjournaliste            | Oostende                       | Dubrovnik  |
| 8      | Ronald    | 34       | Operations manager          | Kwaadmechelen, Ham             | Tirana     |
| 9      | Daisy     | 53       | Sales Backoffice Specialist | Sint-Job-In-‘t-Goor, Antwerpen | Meteora    |
| 10     | Maxine    | 43       | General manager             | Antwerpen                      | Athene     |

### Afleveringen
| Afl. | Uitzenddatum     | Presentatie     | Handlanger             | Kijkcijfers |
| ---- | ---------------- | --------------- | ---------------------- | ----------- |
| 1    | 5 januari 2025   | Aster Nzeyimana | Kevin Janssens         | 622.700     |
| 2    | 12 januari 2025  | Aster Nzeyimana | Ingeborg               | 433.356     |
| 3    | 19 januari 2025  | Aster Nzeyimana | Faroek Ozgunes         | 390.494     |
| 4    | 26 januari 2025  | Aster Nzeyimana | Belle Perez            | 405.846     |
| 5    | 2 februari 2025  | Aster Nzeyimana | Marijn Devalck         | 367.754     |
| 6    | 9 februari 2025  | Aster Nzeyimana | Lize Feryn             |             |
| 7    | 16 februari 2025 | Aster Nzeyimana | Stefaan Degand         |             |
| 8    | 23 februari 2025 | Aster Nzeyimana | Elisabeth Lucie Baeten |             |